# Олгаші
Олгаші́ (рос. Олгаши, чув. Олкаш) — присілок у складі Чебоксарського району Чувашії, Росія. Входить до складу Ішлейського сільського поселення.
Населення — 113 осіб (2010; 111 у 2002).
Національний склад:
- чуваші — 99 %